# Bush (Schiff, 1943)
Die USS Bush (DD-529) war ein zur Fletcher-Klasse gehörender Zerstörer der United States Navy. Sie nahm am Zweiten Weltkrieg teil und wurde am 6. April 1945 vor Okinawa versenkt.

## Namensgeber
First Lieutenant William Sharp Bush war Offizier des United States Marine Corps. Er diente während des Britisch-Amerikanischen Krieges an Bord der Constitution. Während des Gefechts der Constitution mit der britischen Fregatte Guerriere am 19. August 1812 wurde er tödlich verwundet. William Bush war der erste Offizier des USMC, der im Kampf fiel.

## Technik
Zu ausführlichen Angaben siehe den Artikel zur Klasse: Fletcher-Klasse

### Rumpf und Antrieb
Der Rumpf der Bush war 114,7 m lang und 12,2 m breit. Der Tiefgang betrug 5,4 m, die Verdrängung 2.100 Tonnen. Der Antrieb des Schiffs erfolgte durch zwei Dampfturbinen von General Electric, der Dampf wurde in vier Kesseln von Babcock & Wilcox erzeugt. Die Leistung betrug 60.000 Wellen-PS, die Höchstgeschwindigkeit lag bei 35 Knoten.

### Bewaffnung und Elektronik
Hauptbewaffnung des Zerstörers waren fünf 5"/38-Mk.30-Einzeltürme und zwei Torpedorohrsätze mit jeweils fünf 21"-Torpedorohren. Zur Flugabwehr war die Bush mit fünf 40-mm-Bofors- und zehn 20-mm-Oerlikon-Flugabwehrgeschützen ausgerüstet. Bereits im Juli 1943 erhielt sie eine verstärkte Flugabwehrbewaffnung. Die 20-mm-Geschütze im Bereich der Brücke wurden durch 40-mm-Geschütze ersetzt, so dass die Bush über fünf 40-mm-Zwillingsgeschütze und sieben 20-mm-Geschütze auf Einzellafetten verfügte. Zur Bekämpfung von U-Booten war das Schiff am Heck mit zwei Ablaufgestellen für 600-lb.-Wasserbomben und mit jeweils drei K-Gun-Wasserbombenwerfern für 300-lb.-Wasserbomben an Steuer- und Backbordseite ausgerüstet.
Die Bush war mit Radar ausgerüstet. Am Mast über der Brücke waren ein SG- und ein SC-Radar montiert, mit denen Flugzeuge auf Entfernungen zwischen 15 und 30 Seemeilen und Schiffe in Entfernungen zwischen 10 und 22 Seemeilen geortet werden konnten. Zur Unterwasserortung war ein QC-Sonar eingebaut.

## Geschichte
Die USS Bush wurde am 12. Februar 1942 bei Bethlehem Shipbuilding Corporation in San Francisco auf Kiel gelegt. Am 27. Oktober 1942 wurde sie von Marion Jackson, der Großnichte des Namensgebers, getauft und am 10. Mai 1943 unter dem Kommando von Commander W. F. Peterson in Dienst gestellt.

### 1943
Nach der Erprobungsfahrt wurde die Bush modifiziert und die Flugabwehrbewaffnung verstärkt. Zwischen dem 29. Juli und 27. November diente sie im Patrouillen- und Geleitdienst in Alaska. Sie erreichte Pearl Harbor am 4. Dezember 1943 und verlegte anschließend in das pazifische Kriegsgebiet.

### 1944
Zwischen dem 26. Dezember 1942 und dem 31. März 1944 wurde die Bush im Patrouillendienst, als Eskorte und zur Feuerunterstützung eingesetzt und unterstützte vom 18. bis zum 21. Januar die Landung bei Saidor auf Neuguinea. Zusammen mit Hutchins, Beale, Bache, Daly, Abner Read, Ammen, Mullany, Arunta und Warramunga nahm sie am 15. September an der Landung auf Morotai, der letzten großen Landungsoperation in Neuguinea, und zwischen dem 20. und 24. Oktober an der Schlacht um Leyte teil. Am 1. November 1944 schoss die Bush während eines Luftangriffs zwei Flugzeuge ab. An der Schlacht um Mindoro war sie vom 12. bis zum 18. Dezember beteiligt.

### 1945
Die Bush nahm anschließend an den Landungen im Golf von Lingayen (4. bis 18. Januar), auf Iwojima (19. Februar bis 9. März) und auf Okinawa (1. bis 6. April) teil.
Am 3. April wurde die Bush als Radarvorposten etwa 50 NM nördlich von Okinawa eingesetzt. Auf dieser Position wehrte sie mehrere Luftangriffe ab und konnte am Morgen des 6. April ein angreifendes Flugzeug abschießen. Um 15:15 Uhr wurde sie von einem tiefliegenden Kamikaze mittschiffs auf der Steuerbordseite getroffen, wobei der Torpedo oder die Bombe des Flugzeugs im vorderen Maschinenraum explodierte. Es gelang, die ausgebrochenen Brände unter Kontrolle zu bringen und das Schiff schwimmfähig zu halten. Das sich in der Nähe befindliche Schwesterschiff Colhoun eilte zur Hilfe. Gegen 17:00 Uhr wurden die beiden Zerstörer erneut angegriffen. Colhoun positionierte sich zwischen der Bush und den angreifenden Flugzeugen und erhielt mehrere Bombentreffer. Bush wurde gegen 17:25 Uhr und 17:45 Uhr erneut von Kamikaze getroffen und brach auseinander. 87 Besatzungsmitglieder der Bush starben während des Kamikaze-Angriffs, 42 weitere wurden verwundet.

## Auszeichnungen
Die Bush wurde mit sieben Battle Stars für ihre Dienste im Zweiten Weltkrieg ausgezeichnet.